# São João do Rio Vermelho
São João do Rio Vermelho est un district de la municipalité Florianópolis, capitale de l'État brésilien de Santa Catarina. Il fut créé le 11 août 1831. Il couvre une superficie de 32 km² et se situe au nord-est de l'île de Santa Catarina, face à l'océan Atlantique.
Le siège du district se situe dans la localité du même nom, São João do Rio Vermelho. Les autres localités sont:
- Muquém
- Praia de Moçambique
- Parque Florestal do Rio Vermelho